# Barba Žvane
Barba Žvane je jugoslovanski črno-beli partizanski film iz leta 1949, ki ga je režiral Vjekoslav Afrić in zanj napisal tudi scenarij skupaj z Dragom Gervaisom. V glavnih vlogah nastopajo Dragomir Felba, Vladimir Medar, Nada Mlađenović, Milutin Mića Tatić, Rade Mlađenović, Miša Mirković, Dušan Dobrović in Desa Berić. Zgodba prikazuje strica Zvaneta, ki mu je ilegalni ljudski vaški odbor naložil dostavo večjega števila volov partizanom v Gorskem kotarju. Uspe mu premagati vse težave in z velikimi napori uresničiti nalogo.
Film je bil posnet kmalu po koncu druge svetovne vojne. Premierno je bil predvajan 17. oktobra 1949 v jugoslovanskih kinematografih, 20. decembra istega leta pa v slovenskih kinematografih in postal drugi najbolj gledani film leta 1950. 

## Vloge
- Dragomir Felba kot Barba Žvane
- Vladimir Medar kot Stipe
- Nada Mlađenović kot Mare
- Milutin Mića Tatić kot Remzo
- Rade Mlađenović kot komandir
- Miša Mirković kot desetnik
- Dušan Dobrović kot Kartner
- Desa Berić kot Nineta
- Boško Bošković kot predsednik
- Olivera Gajić
- Đorđe Jelišić
- Ksenija Jovanović
- Nada Kapetanović
- Bogdan Kolaković kot Barba Tone
- Kiro Lahcanski kot Bepo
- Aleksandar Markus kot Marko
- Mira Nikolić
- Vlada Petrić
- Ivan Predić kot Ivo
- Gita Predić-Nušić kot Žvanova žena
- Jelasin Sinovec
- Zlatibor Stoimirov
- Žiža Stojanović
- Miljenko Vikić
- Branko Vojnović kot komandant